# マグマックス
『マグマックス』（MAGMAX）は、日本物産（ニチブツ）から稼働されたアーケードゲームである。
1986年にはファミコンに移植された。この移植版がニチブツ初のファミコンソフトである。2015年2月17日よりファミコン版がプロジェクトEGGにて、同年4月2日よりアーケード版がPlayStation 4のアーケードアーカイブスにて、それぞれ配信開始。また、2016年9月14日よりファミコン版がWii Uバーチャルコンソールでも配信開始。2020年5月7日にはアーケード版がNintendo Switchのアーケードアーカイブスにて配信開始。現在はハムスターが権利を受け継いでいる。
開発もニチブツが担当し、ディレクターとデザイナーを藤原茂樹が、BGMは山田良一が手がけた。

## ゲーム内容
ゲームジャンルは横スクロール型シューティングゲーム。遠近法により手前側の地形が広く、奥側の地形が狭くなるというサイドビューとクォータービューの中間のような独特の視点を採用している（ただしキャラクターの大きさは変わらないため、実質、奥側に行くほどキャラクターが大きく、移動速度が速いということになってしまっている）。アーケード版の地上ステージではラスタースクロールにより、滑らかな遠近感が表現されている。
このゲームの最大の特徴は自機が合体によりパワーアップするということである。なお、合体はニチブツのゲームでは頻繁に用いられているシステムであり、『テラクレスタ』（1985年）などが有名である。また、ゲーム中の音楽が非常に奇抜であることも特徴である。

## 設定

### ストーリー
高度に発達したある異星人は、地球を攻撃して支配下に置き、人類をコンピューターバビロンの下で統制させ、次々と人間を抹殺していった。しかし、人類は密かに可変メカである「マグマックス」を開発していた。残された人類を救出するため、選ばれた1人の勇者が最後の戦いへと飛び立った。

### ステージ構成
1. 草原
2. 砂漠
3. 海
4. 機械都市

上記の4ステージによって成り立っている。出現する敵キャラクターなどがステージによって異なる。2ステージと4ステージの最後には龍の頭部を複数模したボスの「怪奇メカ・バビロン」が待ち構えている。
ステージは地上と地下に分かれており、地面に開いた穴などから行き来することができる。地上と地下は完全に平行して存在しており、どの場面でどちらを進んでも良い。地下ステージの場合は少しグラフィックの異なるバビロンが出現する。地上と地下では、自機のグラフィックはそのままだが視点が変わり、地上ではクォータービュー、地下ではサイドビューになっており自機の攻撃方法も変わる。地下モードでは敵の攻撃に当たりやすくなる。
各ステージはデモなどをはさまずシームレスに繋がっている。無限周回のループゲームであり、4ステージのバビロンを倒したあとは再び草原ステージに戻り「2周目」が始まる。

## 登場キャラクター

### 自機
自機の「可変メカ・マグマックス」は最初は小さな戦闘機形態でスタートし、ステージ中に落ちているパーツを拾うことにより合体してロボット形態になりパワーアップする。合体状態では自機が大きくなり、当り判定も大きくなってしまうが、敵や敵の弾に当たってもパーツが破壊されるだけでミスにはならない。
パーツ一覧
- 戦闘機 - 初期状態。合体後は腰部分になる。正面にショットを発射する。
- 上半身 - 斜め下方向（地下面では正面上）に発射するショットが追加される。
- 下半身 - 正面下に発射するショットが追加される。なお、前方向への移動時は足の動きが少し速くなる。地上面では、波動ガンの最大射程も伸びる。
- 波動ガン - 上半身がある状態で獲得すると、自機正面に攻撃力が高いレーザーを展開する。地上面では一定距離まで伸びるレーザービーム状で、ある障害物を破壊できる。地下面では火球弾状の貫通弾を発射でき、まとめて敵を破壊することでボーナスを獲得できる。

## 移植版
| No. | タイトル     | 発売日                                   | 対応機種                             | 開発元         | 発売元             | メディア                                | 型式                             | 備考                           | 出典        |
| --- | ------------ | ---------------------------------------- | ------------------------------------ | -------------- | ------------------ | --------------------------------------- | -------------------------------- | ------------------------------ | ----------- |
| 1   | マグマックス | 1986年3月19日 1988年10月                 | ファミリーコンピュータ               | 日本物産       | 日本物産 FCI       | 320キロビットロムカセット               | NBF-MM NES-MM-USA                | -                              |             |
| 2   | Mag Max      | 1987年                                   | Amstrad CPC コモドール64 ZX Spectrum | Ocean Software | Imagine Software   | フロッピーディスク                      | -                                | -                              |             |
| 3   | マグマックス | 2015年2月17日                            | Windows                              | 日本物産       | D4エンタープライズ | ダウンロード （プロジェクトEGG）        | -                                | ファミリーコンピュータ版の移植 | [ 3 ]       |
| 4   | マグマックス | 2015年4月2日 2015年7月21日 2015年12月2日 | PlayStation 4 (PlayStation Network)  | 日本物産       | ハムスター         | ダウンロード （アーケードアーカイブス） | CUSA-01824 CUSA-00992 CUSA-03165 | アーケード版の移植             | [ 4 ] [ 5 ] |
| 5   | マグマックス | 2016年9月14日                            | Wii U                                | 日本物産       | ハムスター         | ダウンロード （バーチャルコンソール）   | -                                | ファミリーコンピュータ版の移植 | [ 6 ] [ 7 ] |
| 6   | マグマックス | 2020年5月7日                             | Nintendo Switch                      | 日本物産       | ハムスター         | ダウンロード （アーケードアーカイブス） | -                                | アーケード版の移植             | [ 8 ] [ 9 ] |

## 評価
| 項目 | キャラクタ | 音楽 | 操作性 | 熱中度 | お買得度 | オリジナリティ | 総合  |
| 得点 | 2.72       | 2.52 | 2.65   | 2.48   | 2.34     | 2.73           | 15.44 |

ファミリーコンピュータ版
- ゲーム誌『ファミリーコンピュータMagazine』の読者投票による「ゲーム通信簿」での評価は別記の通り15.44点（満30点）となっている[2]。

## 備考
- アーケード版のインストカードには、銀色の服に身を包んだ実写の女性が登場しているが、ゲームとの関係は不明である。当時のニチブツゲームでは必ずこういう実写のコスプレ女性がインストやカタログに登場していた。
- アーケード版において、本来は未使用である2つめのボタンを配線すると、押し続けている間ゲームの速度が高速になる。
- ファミコン版で3周目に到達すると画面左上に隠しメッセージが表示される。それをはがきに書いてニチブツに送るとプレゼントがもらえるというキャンペーンが行われていた。
- プラチナゲームズが開発した『ソルクレスタ』のドラマチックモードの設定には、『ムーンクレスタ』『テラクレスタ』『テラクレスタII』『テラクレスタ3D』の他に、本作の内容も組み込んでいる。